# Луи III де Ла Тремуй
Луи III де Ла Тремойль (фр. Louis III de la Trémoille; 1521 — 25 марта 1577) — виконт (с 1563 года — герцог) Туара, принц де Тальмон и де Тарант, граф де Тайльбур и де Бенон, сеньор де Жансэ (1542—1550), барон де Сюлли, де Краон, де Марран и де Нуармутье.
Сын Франсуа де ла Тремойля, виконта Туара, и его жены Анны де Лаваль.
С 1542 года участвовал в войнах, которые вели французские короли. С 1560 года лейтенант генерал Пуату и Сентонжа.
Убит при осаде Мелля 25 марта 1577 года. В тот же день город сдался королевским войскам.
За заслуги перед Францией в июле 1563 года король Карл IX возвёл наследственное владение Луи III — виконтство Туар в ранг герцогства.

## Семья
Жена (свадьба 29 июня 1549) — Жанна де Монморанси (1528 — 3 октября 1596), дочь герцога Анна де Монморанси. Дети:
- Анн де ла Тремойль, принц де Тальмон
- Луи де ла Тремойль, граф де Бенон
- Клод де ла Тремойль, герцог де Туар
- Шарлотта Катарина де ла Тремойль (1568 — 28 августа 1629), муж — Генрих I де Бурбон-Конде.